# Királyok völgye 28

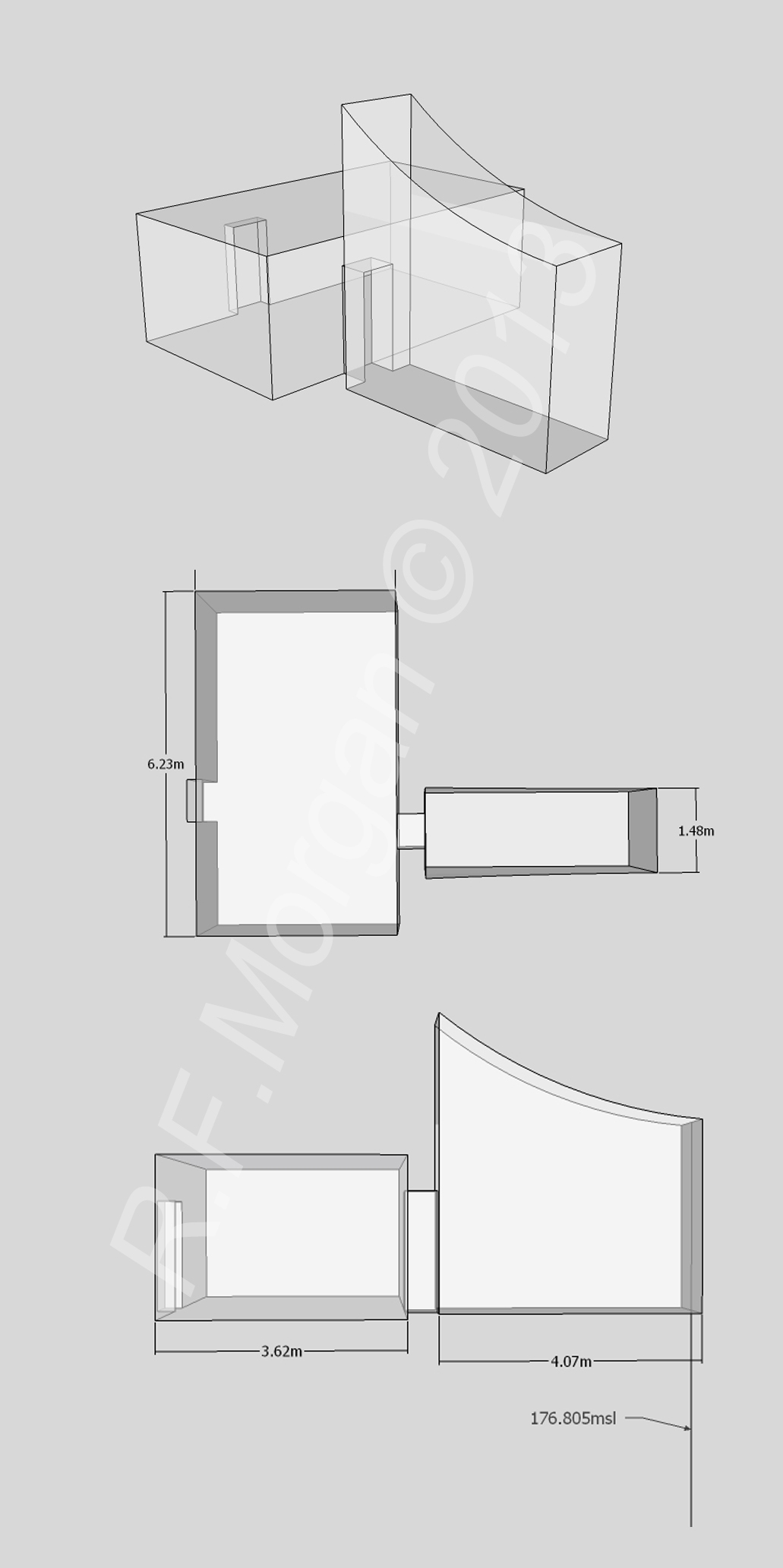
A sír izometrikus képe, alaprajza és oldalnézeti metszete egy 3D-modell alapján

A Királyok völgye 28 (KV28) egy egyiptomi sír a Királyok völgye keleti völgyében, a fő vádi délkeleti ágában. A XVIII. dinasztia idejére datálható. Először John Gardner Wilkinson említi az 1830-as években; Eugène Lefébure 1889-ben teljesen üresként írja le, leszámítva pár csontot és múmiapólyát.
A sír hajlított tengelyű, egy aknából és egy kis, négyszögletes kamrából áll, melynek hátsó falából kapu nyílik, tovább nem kutatták. Díszítetlen. Hossza 8,19 m, területe 28,88 m². Valószínűleg nem királyi sír. 1990-ben Donald P. Ryan végzett feltárásokat a sírban, ő is megtalálta a Lefébure által említett csontokat, egy kanópuszedény és fatárgyak darabjait. Ryan a csontok vizsgálata alapján úgy véli, legalább két személy temetkezett ide; cserépdarabokon IV. Thotmesz nevét találták meg, így az ő egyik magas rangú hivatalnokának a sírja lehet.

## Külső hivatkozások
- Theban Mapping Project: KV28